# Prosaris hepaticalis
Prosaris hepaticalis is een vlinder uit de familie snuitmotten (Pyralidae). De wetenschappelijke naam van deze soort is voor het eerst geldig gepubliceerd in 1955 door Marion.
De soort komt voor in tropisch Afrika.